# The Real K
『The Real K』（ザ・リアル・ケイ）は、KATSUMIの2枚目の会場限定CD。

## 内容
『Your Songs.2011』に続くライブ会場限定で販売されている会場限定CDの2作目。
公式ファンクラブ「Hip Bird Club」会員のみ、ファンクラブ運営の通信販売にて購入することができる。
ディスクはCD-R仕様となっている。

## 収録曲
特記以外　作詞・作曲・編曲：KATSUMI
1. I Believe
作詞：ヤン・ジェソン　作曲：キム・ヒョンソク　
シン・スンフンのカバーで、原曲は映画『猟奇的な彼女』主題歌。
2. Have Yourself a Merry Little Christmas〜True Love in Christmas
Have Yourself a Merry Little Christmas
作詞・作曲：Hugh Martin, Ralph Blane　
True Love in Christmas
作曲：石川洋
カバー曲と自身のオリジナル曲の2曲をメドレー形式で収録。
前半の「Have Yourself a Merry Little Christmas」はジュディ・ガーランドのカバーで、原曲は1943年の映画『Meet Me in St. Louis』（邦題『若草の頃』）挿入歌。
後半の「True Love in Christmas」はミニ・アルバム『CHANCE in the Seeds of Love』に収録されている楽曲。
3. See You Again 〜2011 version〜
  - 2001年にリリースしたシングル『TOGETHER』のC/W曲を新録。